# Manfred Richard Böttcher
Manfred Richard Böttcher (* 2. Juli 1939 in Magdeburg; † 8. August 2008 in Oebisfelde) war ein deutscher Maler und Grafiker.

## Leben
Böttcher wuchs in Oebisfelde auf, absolvierte ab 1954 in Eisleben eine Lehre als Hauer und arbeitete bis 1957 in diesem Beruf im Kupferbergbau. 1957 bis 1961 war er Rangierer bei der Deutschen Reichsbahn. 1963 bis 1967 studierte Böttcher Malerei bei Rudolf Bergander und Herbert Kunze an der Hochschule für Bildende Künste Dresden. Nach seiner Relegation wegen „subjektivistischer und existentialistischer Tendenzen“ arbeitete Böttcher „zur Bewährung“ 1967 bis 1968 in einem Stahlwerk und 1968 bis 1975 in einer Mälzerei. Ab 1975 war er in Oebisfelde als Künstler selbständig. Von 1975 bis 1980 war er Mitglied des Verbandes Bildender Künstler der DDR.
1993 erhielt er ein Werkstipendium des Landes Sachsen-Anhalt und 1996 eine Projektförderung durch die Deutsche Künstlerhilfe.

## Werke (Auswahl)
- Meister und Werk (4 Radierungen; 1969; in der Sammlung des Kunstfonds des Freistaates Sachsen der Staatlichen Kunstsammlungen Dresden; vormals im Kunstbestand des Zentralinstituts für Kernforschung Rossendorf)[2]
- Skat (Kaltnadelradierung; 1969; in der Sammlung des Lindenau-Museums, Altenburg/Thüringen)[3]
- Spiegelung (Aquatinta; 1974; ausgestellt 1977/1978 auf der VIII. Kunstausstellung der DDR)[3]
- Grenzdenkmal neben der Brücke über die Aller bei Oebisfelde (Auftragswerk, 1991/1992)[4]

## Ausstellungen (unvollständig)

### Einzelausstellungen
- 1976: Galerie Nord Dresden, Malerei Grafik. Eröffnung: Hans-Ulrich Lehmann
- 1978: Zentralinstituts für Kernforschung Rossendorf, „Druckgrafik“
- 1988: Galerie Nord Dresden, „Malerei Zeichnungen Grafik“. Eröffnung: Hans-Ulrich Lehmann

### Ausstellungsbeteiligungen
- 1975: Schwerin, Staatliches Museum („Farbige Grafik in der DDR“)
- 1977/1978: Dresden, VIII. Kunstausstellung der DDR
- 1978: Clubgalerie Magdeburg, mit Ulrich Eisenfeld
- 1979 und 1984: Magdeburg, Bezirkskunstausstellungen
- 1983: Dresden, Galerie Nord (mit Egon Pukall)
- 1987: Magdeburg, Kloster Unser Lieben Frauen („Handzeichnung und Plastik“)

## Weblink
- https://www.bing.com/images/search?q=manfred+richard+b%c3%b6ttcher&qpvt=manfred+richard+b%c3%b6ttcher&form=IQFRML&first=1